# Paula Ungureanu
Paula-Claudia Ungureanu (født Rădulescu 30. marts 1980 i Braşov) er en kvindelig rumænsk håndboldspiller, som spiller for CS Rapid USL Metrou București og for det rumænske landshold. Hun er målvogter.